# Alfred Krauss
Alfred Krauss, född 26 april 1862, död 29 september 1938, var en österrikisk militär och författare.
Krauss blev officer vid infanteriet 1883, överste 1904, generalmajor och chef för krigshögskolan 1910, fältmarskalklöjtnant 1914, general av infanteriet 1917 och erhöll avsked 1919. Krauss, som från 1891 tillhörde generalstaben, blev vid första världskrigets utbrott 1914 chef för 29:e infanterifördelningen samt i december samma år generalstabschef vid Balkanstridskrafterna. Efter att i maj 1915 ha blivit generalstabschef på sydvästfronen erhöll Krauss i mars 1917 befälet över 1:a armékåren och i juli 1918 över Östarmén i Ukraina. Krauss har utgett ett flertal arbeten, bland annat Moltke, Benedek und Napoleon (1901), 1805. Der Feldzug von Ulm (1912), Die Ursachen unserer Niederlage (1920) och Gestalter der Welt (1932).